# Chelonus marshakovi
Chelonus marshakovi är en stekelart som först beskrevs av Vladimir Ivanovich Tobias 1986.  Chelonus marshakovi ingår i släktet Chelonus och familjen bracksteklar. Inga underarter finns listade i Catalogue of Life.